# فارکیرشن
شهر فارکیرشن (به آلمانی: Pfarrkirchen) در ایالت بایرن در کشور آلمان واقع شده‌است.